# 昭和温泉 (福島県)
昭和温泉（しょうわおんせん）は、福島県大沼郡昭和村（旧国陸奥国、明治以降は岩代国）にある温泉である。

## 泉質
- ナトリウム-塩化物泉
  - 源泉温度52℃。
  - 湧出量：80リットル/分

### 効能
- 創傷・火傷等

※注 : 効能はその効果を万人に保証するものではない

## 温泉街
村営の昭和温泉しらかば荘がある。

## 歴史
黒鉱探査ボーリングの際、偶然発見され、1972年に開業。

## アクセス
- 公共交通
  - JR只見線 会津川口駅より会津バス大芦行で約25分、「昭和温泉しらかば荘前」バス停より徒歩すぐ。
- 車
  - 会津鉄道 会津田島駅より車で約60分。
  - 東北自動車道西那須野塩原ICより車で約120分。
  - 磐越自動車道会津坂下ICより車で約90分。